# Denise Millet
Pour les articles homonymes, voir Millet.
Pour un article plus général, voir Claude et Denise Millet.
Denise Millet, née Denise Rousseau le 15 mai 1933 à Paris et morte dans la même ville le 28 mars 2020, est une dessinatrice française qui travaille avec son époux Claude Millet.

## Biographie
Denise Millet rencontre son futur mari Claude Millet « aux Arts décoratifs, et ils ont fait ensemble toute leur carrière
d'illustrateurs ».
L'œuvre de Claude et Denise Millet s'étend sur plus de 40 ans, de 1976 à 2019, et comprend près de 200 ouvrages. On peut y ajouter les très nombreuses collaborations aux différents magazines du groupe Bayard presse: Astrapi, J'aime lire, Les Belles Histoires, Okapi. Ils sont notamment les dessinateurs de la bande dessinée Pic et Pik, scénarisée par Stéphanie Janicot et publiée à partir de 1992 dans Astrapi. Ils ont aussi dessiné une BD biographique de Martin Luther King (1985), scénarisée par Benoît Marchon, plusieurs fois rééditée.
Outre la littérature jeunesse, ils ont également été affichistes pour la publicité, la communication et le cinéma. Leur affiche du film Je hais les acteurs a été nommée pour le César de la meilleure affiche en 1987.
« On ne peut pas dissocier le travail
de Denise de celui de Claude. Ils signaient C+D Millet, et même si Claude était le plus souvent au
dessin, et Denise à la couleur, le travail en cours faisait la navette plusieurs fois entre leurs mains ».
Denise Millet meurt le 28 mars 2020, victime de l'épidémie de Covid-19,.